# 라온테크
라온테크는 2000년에 설립된(대표 김원경 (로봇공학자)) 대한민국 로봇기업이다. 라온테크는 로봇과 자동화 분야에서 사람에게 가치있는 로봇과 자동화 시스템을 개발 공급하여 성장하고 있는 회사이다. 주요 제품으로는 반도체 및 FPD용 로봇시스템이다. 회사명 '라온'이란 '즐거운'을 의미하는 순 한글로 고객, 주주, 협력사 및 임직원 모두를 즐겁게하는 기술을 지향하는 회사라는 의미이다. 또한 영문명 "RAON"은 Robot & Automation ON Humanity, Creativity, Intelligence 의 약어로 사람에게 가치를 바탕으로 창조적이고 지능적인 로봇과 자동화 솔루션을 제공하는 것을 회사의 미션으로 삼고 있다.

## 역사
(주)라온테크의 전신은 2000년 3월에 설립된 (주)테크노넷이다. 2001년 5월 벤처기업으로 지정받았고, 10월에는 기업부설연구소를 세웠다. 회사 설립 초기에는 원자력 발전소 정비용 특수 로봇, 터널과 관로 검사용 로봇 등을 대기업으로부터 수주하여 개발 공급하는 엔지니어링을 하여 기술을 축적했다.
2002년 6월 상호를 (주)테크노넷에서 (주)나온테크로 변경하였고, 12월 반도체 이송 로봇을 개발했다. 2003년부터 반도체용 로봇과 자동창고인 풉 스토커(FOUP Stocker)에 공급되는 로봇, 풉(FOUP)을 이송하는 로봇 등을 국내 반도체 제조사와 협업 개발하고 라인에 공급하였다. FPD 로봇 분야에서는 5세대에서 7세대급 기판이송 로봇의 모듈, LCD 패널의 자동창고인 카세트 스토커(Cassette Stocker)용 로봇 등을 개발하여 국내 LCD 제조사에 공급하였다.
2005년부터 외부 투자기관으로부터 자본 투자를 받고 본사를 경기도 안산시 반월공단으로 이전했다. 2006년 6월 다관절 로봇 기구를 적용한 고속 EFEM(Equipment Front End Module) 모듈을 개발했다. 반도체 이송용 로봇과 EFEM 모듈을 개발한 뒤 국내 반도체 제조사 반도체 제조라인에 2009년부터 양산 적용을 시작하여 100대 이상의 EFEM을 공급하였다.
2010년 5월 지식경제부의 박막형 태양전지 제조공정용 로봇시스템 개발 과제에 선정되었다. 2011년 반도체 진공로봇 및 백본(Backbone)을 국내 반도체 제조사 반도체 제조라인에 양산 공급을 시작하여 60여 대의 백본을 공급함으로써 자체 진공로봇으로 시장진입에 성공한 첫 번째 회사가 되었다. LCD분야에서는 소형 기판이송 로봇을 개발하여 국내 LCD 제조사 LCD 라인에 수백 대 공급하였으며, 진공 로봇과 진공 이송 모듈인 클러스터 툴(Cluster Tool)을 개발하여 OLED 라인에 양산 공급을 시작하였다. 일반 산업용 로봇 분야에서는 음 · 식료품, 화장품 및 의약품 산업에서 패키징용으로 많이 사용되는 델타로봇을 개발하였다.
2013년 5월 기술혁신형 중소기업(INNO-BIZ) 인증을, 2015년 5월 Processing Machine Industrial Robot DeltaFly CE(TUV Rheinland) 인증을 각각 획득했다. 2014년 8축 지능형 웨이퍼 이송 진공 로봇을 개발했다. 2015년 델타로봇을 적용한 식품 제조 및 패키징 공정 자동화 시스템을 개발했다. 2016년 8월 수원산업단지 신사옥으로 본사를 이전하면서 사명을 (주)라온테크로 변경했다.
(주)라온테크는 제조업용 로봇(Robot)과 자동화 시스템(FA)을 개발 공급하는 회사다. 주력 제품은 반도체 제조라인에서 웨이퍼(Wafer)를 이송하는 로봇과 웨이퍼 이송 자동화 툴(Tool)인 EFEM과 백본(Backbone)으로 구성된 플랫폼, FPD 제조 라인에서 글래스(Glass)와 카세트(Cassette)를 이송하는 로봇과 진공환경에서 기판을 이송하는 자동화 모듈인 클러스터 툴(Cluster Tool), 그리고 음 · 식료품, 약품, 화장품 제조라인의 패키징 공정에서 제품을 고속으로 이송하는 델타 로봇(Delta Robot)과 로봇을 이용한 제조라인 자동화 시스템이다.

## 연 혁
창조와 도전 [ 2000 ~ 2005 ]
ㆍ (주)테크노넷(구) 설립
ㆍ 벤처기업 확인 (기술평가기업)
ㆍ 2002년 상호 변경 (주식회사 나온테크)
ㆍ 반도체 이송 로봇 개발
ㆍ 반도체 & Display 로봇 개발 (삼성전자 수탁개발)
ㆍ 본사 이전 (부천 아파트형 공장)

사업기반 확보 [ 2006 ~ 2015 ]
ㆍ 부품소재기술개발과제 선정 (고속EFEM모듈 개발)
ㆍ 사옥 신축 및 본사 이전 (안산)
ㆍ EFEM의 반도체 양산라인 공급 시작
ㆍ 반도체 진공 로봇 및 Backbone 국내 반도체 양산라인 공급 시작 (SK하이닉스向)
ㆍ 개별제어 진공 로봇의 반도체 장비재료 양산평가 완료
ㆍ 코넥스(KONEX) 상장

성장과 도약 [ 2016 ~    ]
ㆍ 사옥 신축 및 본사 이전 (수원)
ㆍ 2016년 상호 변경 (주식회사 라온테크)
ㆍ 대한민국 로봇대상 수상 (산업통상자원부, 산업포장)
ㆍ 유,무상증자 진행 (TES, 원익 투자 참여)
ㆍ Panel Level Package Robot 공급 (삼성向)
ㆍ 삼성向 Backbone 양산라인 공급
ㆍ 소재부품 패키지형 과제 선정 (145억, 산업기술평가관리원)
ㆍ 코스닥(KOSDAQ) 이전상장
ㆍ 사세 확장으로 인한 본사 클린룸 증축 (생산 Kepa증대)
ㆍ 100대 소재,부품,장비 분야 국내 최고 기술력과 잠재력을 가진 기업 선정 (소부장 으뜸기업)

## 특허기술
ㆍ 양방향 이송 로봇 핸드 및 이를 이용한 이송로봇
ㆍ 반도체 이송 장비
ㆍ 다관절 로봇 및 그 운송방법
ㆍ 웨이퍼 이송장치 및 그 이송방법
ㆍ SEMICONDUCTOR MATERIAL HANDLING SYSTEM
ㆍ 하이브리드 진공 로봇 이송장치
ㆍ 4개의 기판 지지부 갖는 기판 이송 장치
ㆍ 개별적으로 구동되는 핸드를 갖는 기판 이송 장치 및 그 제어 방법
ㆍ 진공케이블 덕트가 구비된 진공챔버용 로봇의 주행장치
ㆍ 이송 진공 로봇
ㆍ 핸드부의 기어 비를 이용한 이송 진공로봇
ㆍ 이송로봇
ㆍ 틀어짐을 보정하는 8축 이송로봇
ㆍ 정밀도 향상을 위한 진동 저감 장치를 구비한 링크암 로봇
ㆍ 기판 이송 로봇 및 이를 이용한 기판 처리 장치
ㆍ 판형 대상물 이송을 위한 그리퍼 장치
ㆍ 웨이퍼 이송 장치

## 주요 제품
ㆍ EFEM & 웨이퍼 진공 이송 모듈
ㆍ 반도체 로봇
- 반도체용 대기용 로봇
- 반도체용 진공 로봇
- PLP 공정용 스카라 로봇
ㆍ FPD 대기/진공 로봇
- 2G, 4G, 6G, 8G 대기용 로봇
- 2G, 4G, 6G, 8G 진공용 로봇
ㆍ 제약,바이오 검사 자동화
- 제약 Leak Test
- 제약 비전 검사 장비

## 참고 문헌
- “INVESTOR RELATIONS 2022 라온테크” (PDF).[깨진 링크(과거 내용 찾기)]